# Retrophyllum comptonii
Retrophyllum comptonii är en barrträdart som först beskrevs av J.T. Buchholz, och fick sitt nu gällande namn av Christopher Nigel Page. Retrophyllum comptonii ingår i släktet Retrophyllum och familjen Podocarpaceae. IUCN kategoriserar arten globalt som livskraftig. Inga underarter finns listade i Catalogue of Life.

## Bildgalleri

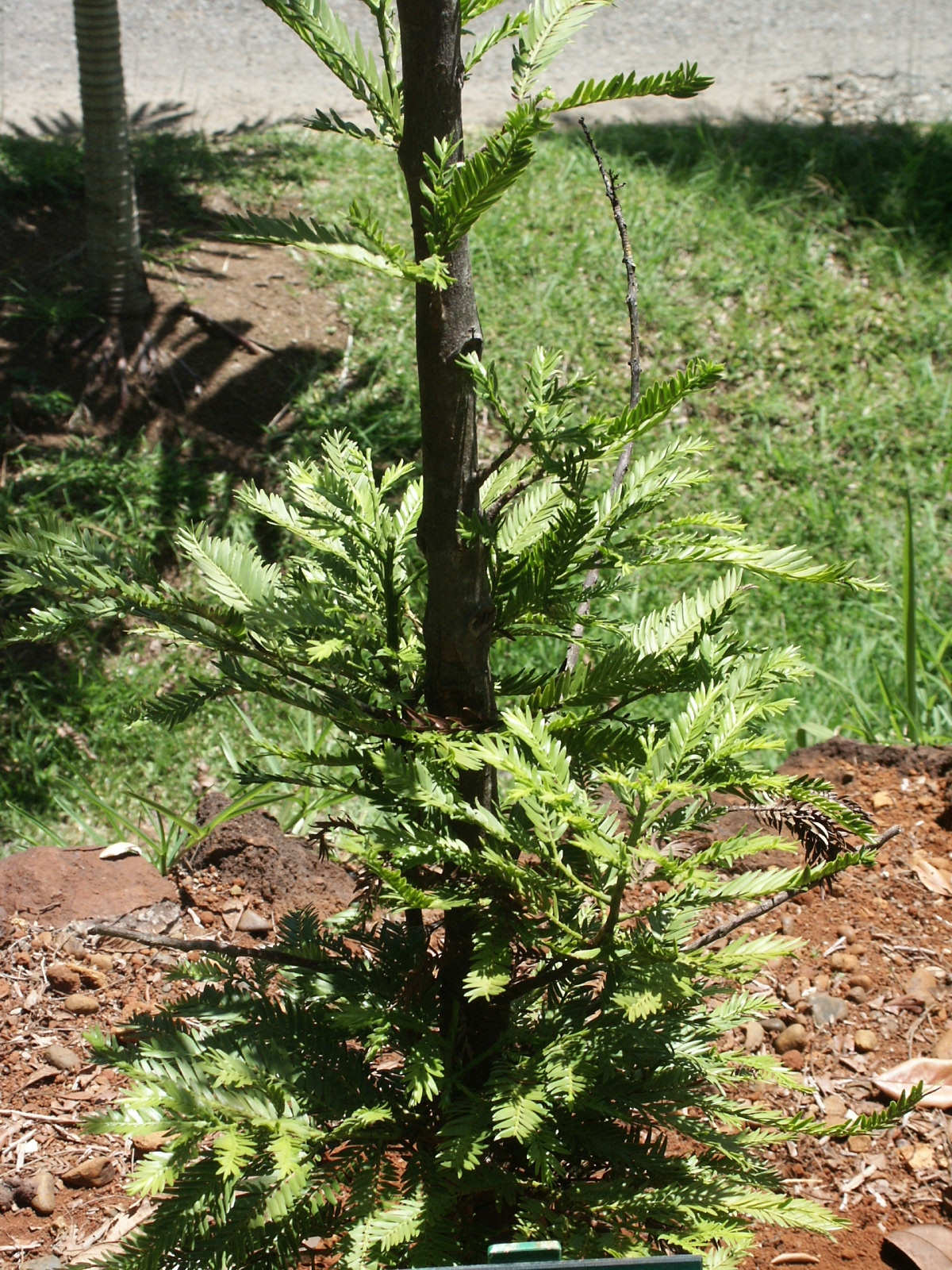